# Papyrus 63

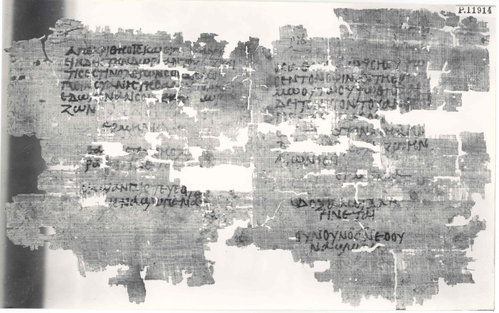
P63

Papyrus 63 (nummering Gregory-Aland), of {\displaystyle {\mathfrak {P}}}63, is een Oudgrieks handschrift op papyrus van het Nieuwe Testament. Het bevat de tekst van Johannes 3:14-18; 4:9-10
Op grond van schrifttype is het gedateerd als 4e- of 5e-eeuws. Het wordt bewaard in de Staatliche Museen zu Berlin.

## Tekst
De Griekse tekst van deze codex is een vertegenwoordiger van de Alexandrijnse tekst, maar heeft enkele Byzantijnse varianten. Aland plaatst het in Categorie III.
[14] καθω̣ς̣ μ̣ωυσης υψωσεν τον οφιν ε̣ν̣ τη ερη̣μω ουτως υψωθηναι δει τον υιον του ανθ̣ρ̣ω̣πο̣υ̣
[15] ι̣ν̣[α] π̣α̣ς̣ ο̣ π̣[ιστευ]ω̣ν̣ ε̣ι̣ς̣ α̣υτον μ̣η απολη̣[τα]ι̣ α̣λ̣λ̣ εχ̣η̣ ζωην αιωνιον
[16] ουτως γαρ ηγ̣απ̣η̣σεν ο θεο̣ς τον κοσμον ωσ̣τ̣[ε] τ̣ο̣ν υιο̣ν αυτου τον̣ μ̣ο̣ν̣[ο]γ̣ε̣ν̣η̣ εδωκεν εις τον̣ [κοσμ]ον ι̣να̣ ο̣ π̣ιστευων εις [αυ]τ̣ο̣ν̣ μ̣η αποληται α̣λ̣λ εχ̣η̣ ζω̣[ην] α̣ιωνιον
[17] ο̣υ̣ γ̣α̣ρ̣ [α]π̣[εσ]τ̣[ειλε]ν̣ ο̣ θ̣εος τ̣ον υιον̣ αυτ̣ου εις το̣[ν] [κ]ο̣σμ[ον] αλλ ινα σ̣ωθ̣η̣ [ο] κοσ̣μ̣ο̣ς̣ δ̣ι αυτου [18] ο πιστ̣ε̣υ̣ων εις αυ̣τον ου̣ κρινετ̣α̣ι̣ ο δ̣ε μη πιστευων ηδ̣η και κ̣ρ̣[ι]νεται̣ οτι μη πε̣πιστ̣[ε]υ̣κεν ε̣ις το ονομα το̣υ̣ μονογενου̣ς̣ υιου του θυ̅
In de bekende tekst Johannes 3:16 heeft deze papyrus de tekstvariant zijn eigen (autou; αυτ̣ου) in plaats van zijn”; deze variant wordt ook gevonden in sommige andere Bijbelse handschriften zoals de Codex Sinaiticus de Codex Alexandrinus, Codex Regius, Codex Coridethianus, Codex Athous Laurensis, Unciaal 063, Unciaal 083, Unciaal 086, Unciaal 0113, Familie 1, Familie 13, Byz, Didachè.